# Анхоманес різнолистий
Анхоманес різнолистий, або Анхоманес Вельвіча (лат. Anchomanes difformis) - багаторічна трав'яниста бульбоцибулинна рослина, вид роду Анхоманес (Anchomanes)  родини Ароїдні (Araceae).

## Ботанічний опис

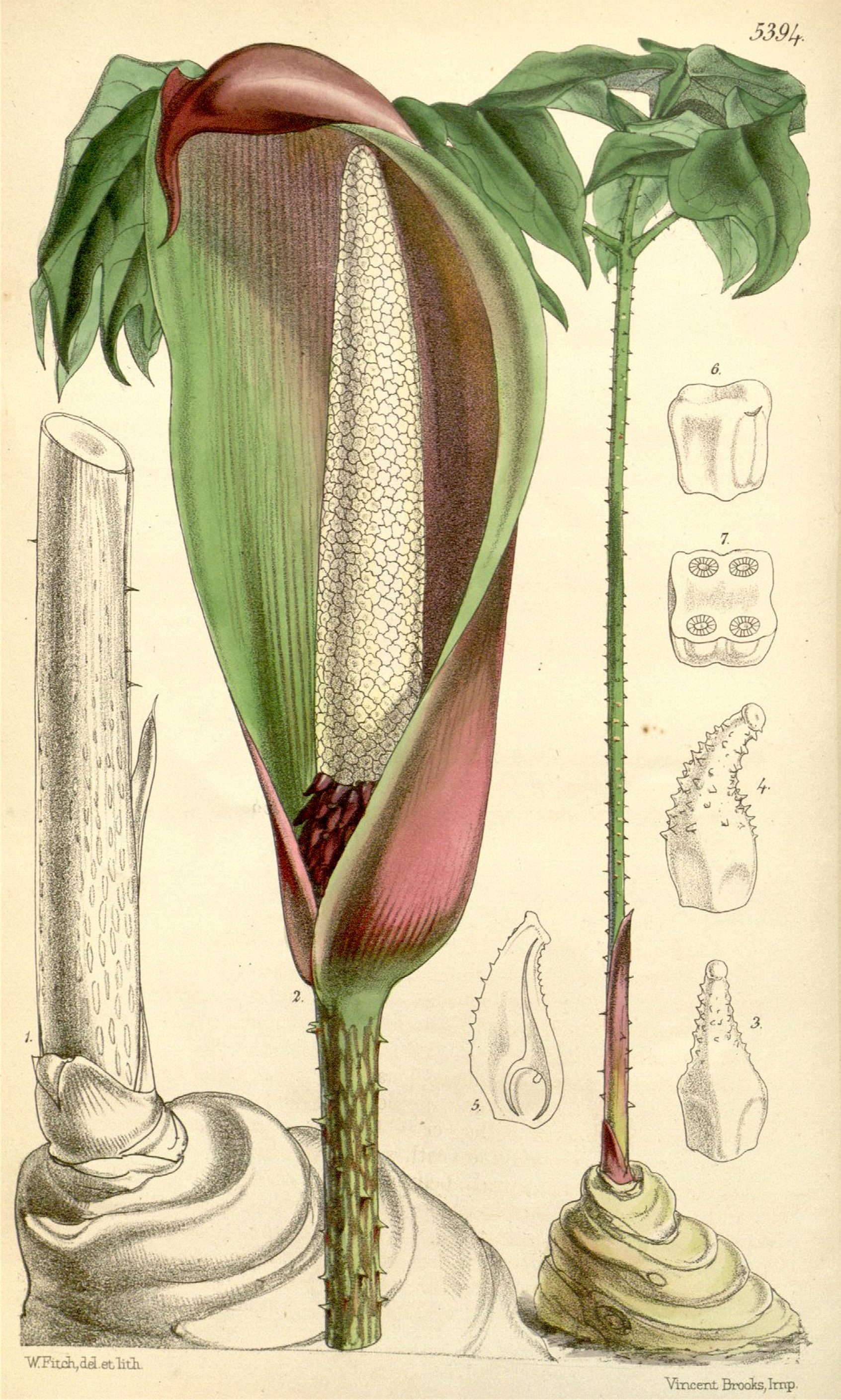
W. Fitch у "Curtis's Botanical Magazine", том 89, 1863 рік

Гігантська трава, що вертикально росте, з величезним, горизонтально витягнутим бульбою, що часто досягає 50-80 см завдовжки і 10-20 см в діаметрі, частина бульби видима над поверхнею землі, кожна зона бульби містить точку зростання одного сезону.

### Листя
Черешок 0,8-2 (3) м заввишки, з шипами, від сірувато-зеленого до світло-зеленого або фіолетово-бузкового з дуже блідими плямами. Листова платівка дуже велика, трироздільна; кожен листочок 8-32 см завдовжки, 4-12 см шириною, трапецієподібний, часто розділений ще на два листочки, симетричні і однаково трапецієподібні, більш-менш низхідні в основі; основні листочки 5-18(30) см завдовжки, 3-10(16) см завширшки, від ромбоїдальних до овальних, сидячі та не низхідні; обидва типи листочків загострені на вершині.

### Суцвіття та квіти
Квітконіжка одягнена білувато-фіолетовим приквітником, зазвичай з'являється після листа, від зеленого до фіолетово-зеленого кольору, з розсіяними білуватими плямами, менш довга і колюча, ніж черешки.
Покривало 9-22(30) см завдовжки, жовте, зелене або фіолетове зовні, часто з червоними або кремовими плямами, блідо-зелене всередині, трохи згорнуте в основі, в решті овальне, загострене або гостре на вершині.
Початок сидячий, циліндричний, (4)8-18(22) см завдовжки, 0,6-1,5 см в діаметрі, набагато коротший за покривала. Жіноча зона приблизно 1⁄6 1⁄3 чоловічу від кремового до білого кольору; чоловічі квітки призматичні, чотиристоронні, що відкриваються порами; жіночі квітки оранжево-зелені з кремовими плямами або фіолетові з рожевими або білими плямами; зав'язь конічна, одногнєзна; сім'япочка одна, анатропна; стовпчик короткий або довгий, що згинається до основи качана; рильце ниркоподібне.

### Плоди
Плоди - яйцеподібні ягоди, 18 мм завдовжки, 10 мм у діаметрі, спочатку зелені, потім жовті, зрілі - фіолетові з пурпуровими плямами або з коричневими вершинами, або білі з фіолетовими або пурпурними вершинами. Плодоніжка згинається у напрямку сонця.

## Поширення
Зустрічається в тропічній Африці (Бенін, Буркіна -Фасо, Гамбія, Гана, Гвінея, Гвінея -Бісау, Кот-д'Івуар, Ліберія, Нігерія, Сенегал, Сьєрра-Леоне, Того, ЦАР, Камерун, Демократична Республіка Конго, Чад, Судан, Танзанія, Уганда, Ангола, Замбія) .